# Picotelle à gorge blanche
Pygarrhichas albogularis
Pour les articles homonymes, voir Picotelle.
Vous lisez un « article de qualité » labellisé en 2016.
Genre
Espèce
Statut de conservation UICN

 LC  : Préoccupation mineure
La Picotelle à gorge blanche (Pygarrhichas albogularis), unique représentant du genre Pygarrhichas, est une espèce de passereaux de la famille des Furnariidae. Cet oiseau mesure une quinzaine de centimètres de longueur, avec une queue raide et arrondie. Les parties supérieures sont brun sombre, tirant sur le roux en bas du dos et sur la queue et contrastant fortement avec la gorge et la poitrine d'un blanc éclatant. Le reste des parties inférieures est grossièrement tacheté de blanc. Le bec est long, légèrement incurvé vers le haut. L'apparence générale rappelle celle d'une sittelle (Sitta spp.), bien qu'ils ne soient pas directement apparentés. Comme les Sittidae, ce Furnariidae parcourt infatigablement les troncs et les branches des vieux arbres pour trouver les petits arthropodes qui constituent sa nourriture, en remontant en spirale le long des troncs, ou en se déplaçant parfois la tête en bas. La Picotelle à gorge blanche consomme de petits invertébrés trouvés sur l'écorce et niche dans des cavités d'arbres. En dehors de la saison de reproduction, elle peut former des volées mixtes d'alimentation avec d'autres espèces d'oiseaux.
La Picotelle à gorge blanche peuple la pointe sud du continent américain, au Chili et en Argentine, depuis Santiago et Mendoza jusqu'en Terre de Feu. Elle recherche les forêts aux grands arbres — les vieux troncs lui offrant les sites de nidification adaptés — qu'elles soient de plaine ou d'altitude, denses ou ouvertes. Elle est décrite en 1831 par Phillip Parker King, un Britannique ayant exploré la Patagonie et la Terre de Feu. Son placement systématique est resté imprécis au sein de sa famille, des ressemblances superficielles avec d'autres Furnariidae glanant leur nourriture sur l'écorce des arbres semblant être le résultat d'une convergence évolutive. Des phylogénies moléculaires semblent la rapprocher des genres Microxenops et Ochetorhynchus. Aucune sous-espèce n'est décrite. Son aire de répartition est relativement vaste et il n'y a pas de signe de déclin de ses effectifs ; l'Union internationale pour la conservation de la nature considère donc cet oiseau comme de « préoccupation mineure ».

## Description

### Morphologie

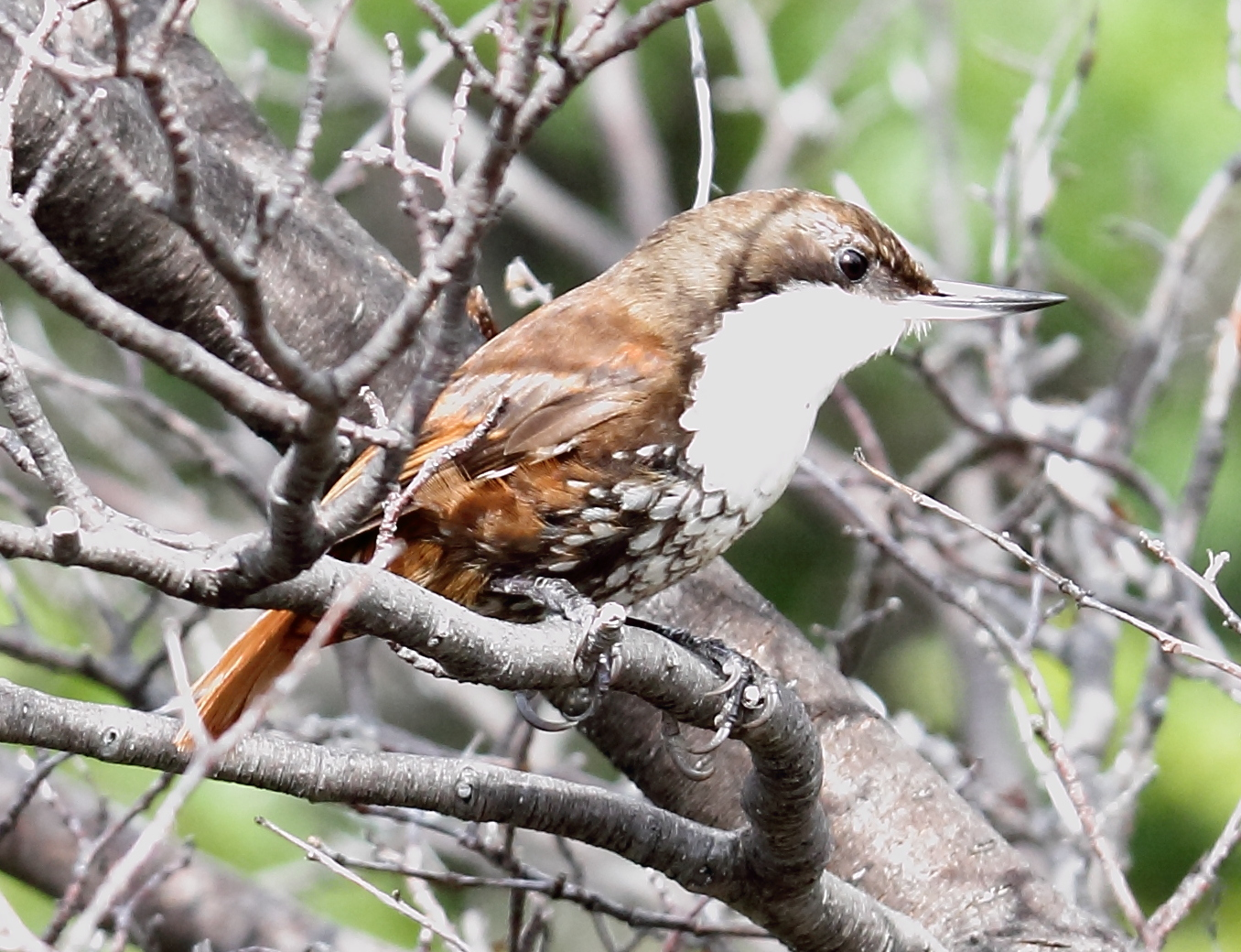
Une Picotelle à gorge blanche adulte.

La Picotelle à gorge blanche mesure de 15 à 16 cm de longueur en moyenne, pour un poids compris entre 20 et 27 grammes,. Elle possède une apparence caractéristique, rappelant celle d'une sittelle, à la fois par l'allure générale et par le plumage, avec des parties inférieures différentes de tout autre Furnariidae. L'aile pliée mesure de 76 mm à 86 mm (81 mm en moyenne), la queue entre 52 et 65 mm (59,4 mm en moyenne) et le tarse de 20,0 à 23,7 mm (22 mm en moyenne), selon des mesures données par Ricardo Rozzi et effectuées sur 19 à 35 individus. L'iris est brun foncé. Le bec est long, de 16,0 à 23,8 mm environ (19,5 mm en moyenne), légèrement recourbé vers le haut, avec la mandibule supérieure gris foncé, et la mandibule inférieure blanchâtre ou grisâtre pâle. Les pattes sont gris sombre, noirâtres ou brunes.
En dépit de sa petite taille, c'est une espèce qui se remarque facilement par sa gorge blanche qui tranche avec les parties supérieures. La face est brun-noir et légèrement plus sombre que la calotte, brun terne. Le dos est un peu plus pâle, mêlé de châtain, et tirant sur le roux sur le croupion et la queue,. Les couvertures alaires sont brun foncé, avec du roux ou du châtain sur le bord des plumes et à leur extrémité. Les couvertures primaires sont plus sombres, les rémiges très sombres avec les bords clairs, et une courte barre alaire roux clair traverse les primaires internes. La queue est arrondie, avec des rectrices très raides aux barbes raccourcies, les faisant se terminer en petites épines mesurant jusqu'à 9 mm de long. Une grande zone blanche couvre la région malaire et la gorge, descendant jusqu'au milieu de la poitrine. Le reste des parties inférieures, jusqu'aux sous-caudales, est constitué de plumes blanches largement bordées de brun foncé donnant un aspect tacheté irrégulier. Chez les adultes, les deux sexes sont semblables. Le jeune se distingue par sa calotte et son dos fortement rayés d'ocre, et avec souvent des bordures noirâtres sur les plumes de la gorge.

### Voix
Cette espèce émet des cris courts et aigus, métalliques, évoquant une succession rapide de gouttes. Le cri de contact est décrit comme un « kik-ik », « tsi-ik » ou « tsik » métallique, fort et agité, souvent répété rapidement. La Picotelle à gorge blanche peut aussi émettre un « peet peet » sonore, et en vol un « tick » sec.

## Écologie et comportement

### Alimentation

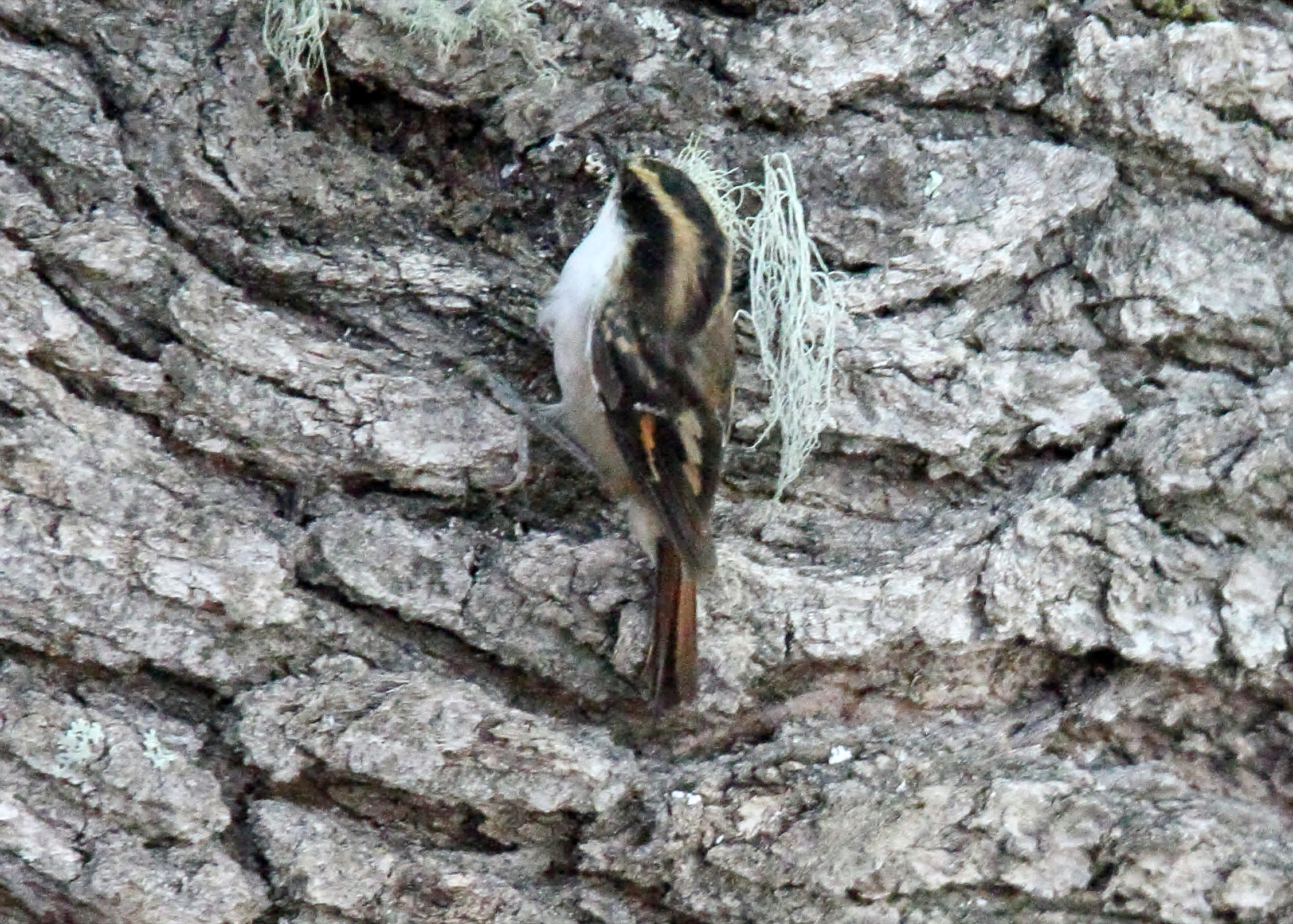
La Picotelle à gorge blanche peut se nourrir en bandes avec d'autres espèces d'oiseaux, comme ce Synallaxe rayadito (Aphrastura spinicauda).

Ayant un comportement analogue aux sittelles (Sitta spp.), la Picotelle à gorge blanche est un oiseau agité, qui se déplace de façon saccadée, changeant rapidement de direction, pouvant descendre des troncs tête la première. Elle parcourt les troncs et les grosses branches des vieux arbres, souvent en montant en spirale autour des troncs, recherchant pour se nourrir les petits insectes et leurs larves dans chaque interstice, parfois en tapant légèrement du bec, un peu comme un pic ou dénichant les larves sous l'écorce avec son bec. Elle peut utiliser sa queue comme appui, mais elle prospecte aussi beaucoup avec la queue relevée. Elle explore rapidement les troncs et passe plus de temps à prospecter dans les plus petites branches, cherchant des proies à la base des pétioles des feuilles.
Son régime alimentaire est peu connu, constitué d'arthropodes dont des adultes et des larves de coléoptères, ainsi que des diptères,. Une étude menée dans la province d'Osorno a montré que la Picotelle à gorge blanche prospecte majoritairement sur des arbres comme le Coigüe (Nothofagus dombeyi), mais aussi le Roble de Neuquén (N. obliqua), l'Ulmo (Eucryphia cordifolia), et d'une manière plus générale sur les arbres morts, même quand d'autres essences d'arbres et arbustes sont disponibles. Ces préférences pourraient être expliquées par la structure de l'écorce et la plus grande abondance des insectes accessibles. En certains lieux, notamment sur les îles ne comptant pas de prédateurs terrestres, l'espèce peut également se nourrir au sol. En dehors de la saison de reproduction, elle peut former des volées mixtes d'alimentation avec le Synallaxe rayadito (Aphrastura spinicauda), ainsi qu'avec le Pic bûcheron (Veniliornis lignarius), et parfois aussi avec le Pépoaza œil-de-feu (Xolmis pyrope), le Phrygile de Patagonie (Phrygilus patagonicus) et le Chardonneret à menton noir (Spinus barbatus).

### Reproduction
La Picotelle à gorge blanche niche dans des cavités d'arbres. Elle peut creuser son nid dans le tronc des arbres sénescents ou ayant été victimes du feu,, mais n'est pas aussi performante à cette tâche que d'autres espèces comme les pics et réutilise donc également les cavités existantes. L'observation de comportements antagonistes de la Picotelle envers d'autres espèces réutilisant les cavités des arbres laisse à penser qu'elle entre en compétition avec ces oiseaux dans l'utilisation des cavités plus qu'elle ne leur procure des sites de nidification nouveaux en excavant son propre trou. Une étude menée sur le Synallaxe rayadito (Aphrastura spinicauda) visant à évaluer si la diffusion de chants de conspécifiques attirait ou non les individus dans un secteur propice à la nidification a montré qu'au contraire, les oiseaux nichant en cavité — dont la Picotelle à gorge blanche et le Troglodyte familier (Troglodytes aedon) — évitaient les zones à concurrence. La Picotelle à gorge blanche utilise cependant facilement les nichoirs.
La cavité recevant le nid est généralement située entre trois et huit mètres du sol, et mesure 25 à 40 cm de profondeur. Aucune autre garniture que les copeaux de l'excavation n'en tapisse le fond, mais la présence d'un tapis d'herbes et de plumes a été signalée une fois. La saison de reproduction s'étale probablement sur le printemps et l'été austral, les œufs étant pondus en novembre-décembre et les jeunes sortant en décembre. La Picotelle à gorge blanche est supposée monogame, et pond deux à trois œufs. Des œufs conservés au musée d'histoire naturelle de Londres et mesurés par Eugene William Oates ont des dimensions d'environ 21,5-22 × 16,7-17 mm. Des données de capture-marquage-recapture effectuées sur 35 individus dans la réserve de biosphère Cabo de Hornos indiquent une longévité de 3 ans et 8 mois au moins.

## Répartition et habitat
- Présence à l'année

Répartition de l'espèce en Amérique du Sud,.
Présence à l'année

Cette espèce vit dans le centre et le sud du Chili et dans l'ouest de l'Argentine, depuis Santiago et Mendoza jusqu'en Terre de Feu. On la trouve au sud de sa répartition dans la forêt la plus méridionale au monde, sur l'île Horn. Elle vit depuis le niveau de la mer jusqu'à 1 200 m d'altitude,, peuplant les forêts aux grands arbres, qu'elles soient denses ou pas, mais évite les jeunes boisements. La Picotelle à gorge blanche recherche les forêts dominées par les espèces de « faux-hêtres » du genre Nothofagus. Elle exploite les troncs à mi-hauteur des arbres jusque dans le haut de la canopée comme le ferait un petit pic. L'espèce est sédentaire, mais peut se montrer erratique en dehors de la saison de reproduction.

## Systématique

### Taxinomie

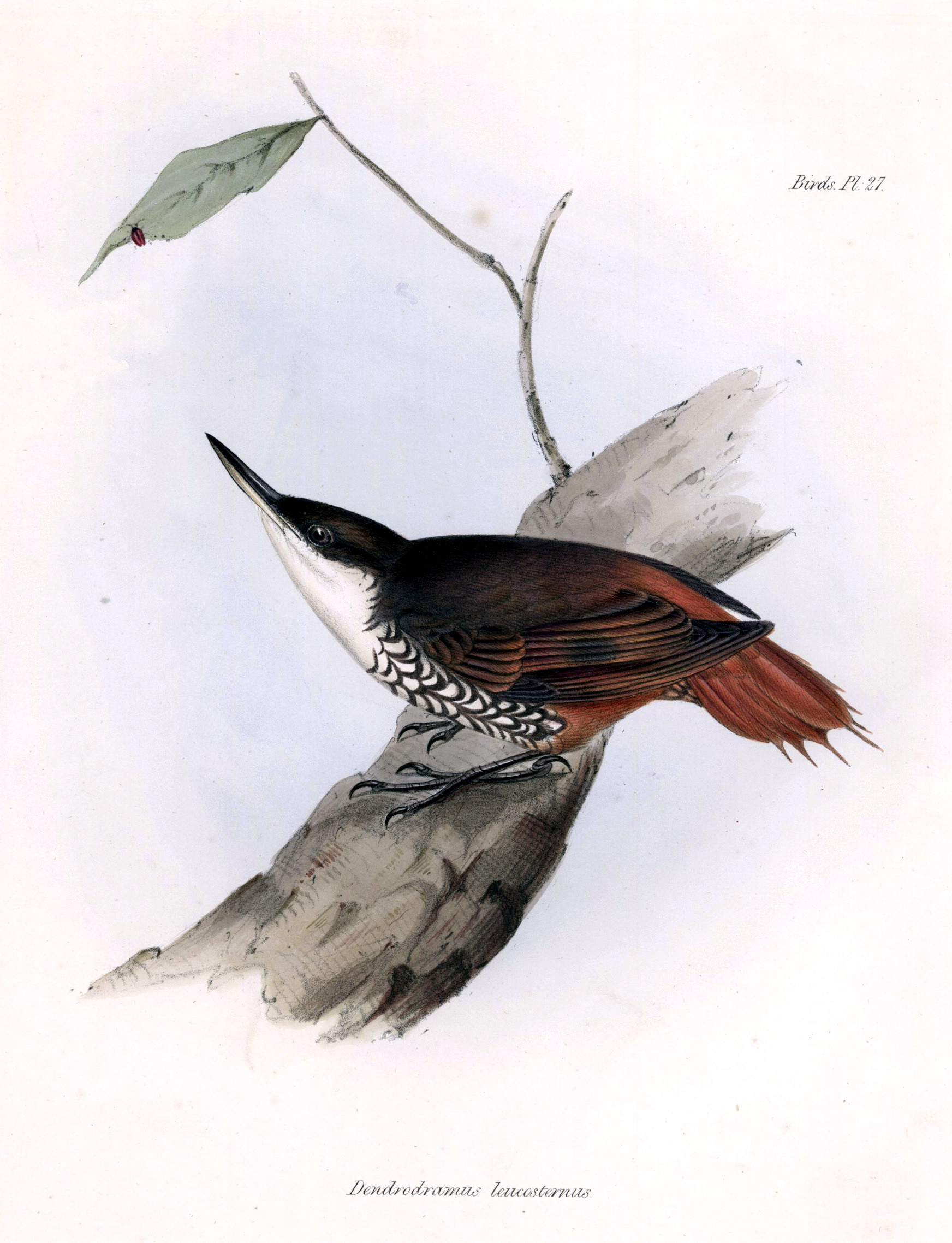
Planche de John Gould, qui décrit l'espèce sous le nom de Dendrodramus leucosternus en 1839.

La Picotelle à gorge blanche est scientifiquement décrite en 1831 sous le protonyme Dendrocolaptes albo-gularis par l'explorateur britannique Phillip Parker King, qui a notamment visité la Patagonie et la Terre de Feu. La dénomination spécifique, albogularis, signifie en latin « à gorge blanche » ; la localité type n'est pas connue mais est supposée être le détroit de Magellan. En 1837, le zoologiste argentin Hermann Burmeister retire l'espèce du genre Dendrocolaptes, ne regroupant aujourd'hui que cinq espèces de grimpars, et lui assigne un genre à part entière, Pygarrhichas en lui donnant la dénomination spécifique inédite de « ruficaudis » (issue du latin et signifiant « à queue rousse »). Burmeister construit ce nom à partir du grec ancien πυγη (pugē) signifiant « croupion » et de αρριχος (arrhikhos) désignant l'osier, pour faire référence à la raideur de la queue de l'oiseau l'aidant à progresser le long des troncs.
En 1839 John Gould, ignorant vraisemblablement le travail de King, décrit de façon indépendante l'espèce dans le livre Zoologie du Voyage du H.M.S. Beagle de Darwin sous le nom de Dendrodramus leucosternus (issu du grec ancien pour « à ventre blanc »). Il a observé l'espèce sur l'île de Chiloé, et lui trouve des ressemblances avec le Grimpereau des bois (Certhia familiaris) dans son comportement. En 1890, Philip Lutley Sclater place ce genre dans la famille aujourd'hui désuète des Dendrocolaptidae, position changée par Feduccia en 1973 qui place le genre dans sa famille actuelle, des Furnariidae,. Selon le Congrès ornithologique international et Alan P. Peterson, aucune sous-espèce n'est distinguée,.
Au fil des publications scientifiques, les synonymes suivants sont recensés :
| Genre Pygarrhichas Burmeister, 1837 | Espèce Pygarrhichas albogularis (King, 1831) | Espèce Pygarrhichas albogularis (King, 1831) |
| --- | --- | --- |
| - Pygarrhichus Burmeister, 1837 - Pygarrhicus Burmeister, 1837 - Pygarrichus Burmeister, 1837 - Dendrodramus Gould in Darwin, 1839 - Dromodendron G.R. Gray, 1842 | - Dendrocolaptes albo-gularis King, 1831, - Dendrocolaptes albigularis King, 1831 - Pygarrhichus albigularis (King, 1831) - Pygarrhicus albigularis (King, 1831) - Pygarrhichas ruficaudis Burmeister, 1837 | - Dendrodramus leucosternus Gould in Darwin, 1839, - Dromodendron leucosternum (Gould, 1839) - Pygarrhichus leucosternus (Gould, 1839) - Pygarrhichus sittellus Lichtenstein, 1854, |

### Placement dans la famille
- Furnariidae
  - Sclerurinae (Sclerurus et Geositta)
  - 
    - Dendrocolaptinae (grimpars)
    - 
      - Xenopinae (Xenops)
      - Furnariinae
        - Berlepschiini (Berlepschia)
        - 
          - Pygarrhichadini
            - Microxenops
            - 
              - Pygarrhichas
              - Ochetorhynchus

          - autres Furnariinae

En 1839, Gould mentionne que George Robert Gray rapprocherait la Picotelle à gorge blanche du genre Dendroplex décrit par Swainson et comptant aujourd'hui deux espèces de grimpars. Dans le volume 8 de l'encyclopédie Handbook of the Birds of the World, paru en 2003, l'ornithologue américain James van Remsen, Jr. explique que si P. albogularis est traditionnellement rapproché des sittines du genre Xenops et d'autres Furnariidae glanant leur nourriture sur l'écorce des arbres, l'étude du plumage et de la biogéographie semble indiquer que ces différentes espèces ne sont pas directement apparentées et que leurs ressemblances ne sont que le fruit d'une évolution convergente. Il a également été suggéré que des similarités de plumage et du comportement de prospection pourraient rapprocher la Picotelle à gorge blanche des synallaxes du genre Aphrastura.
Deux phylogénies moléculaires de la famille publiées en 2009, puis une en 2011, infirment une telle parenté et précisent quelque peu l'histoire évolutive tout en impliquant des changements de classification significatifs. Le nommage d'une sous-famille (celle des « Pygarrhichinae ») ou d'une tribu (celle des « Pygarrhichini », dans la sous-famille des Furnariinae) est avancé pour un clade qui regrouperait la Picotelle à gorge blanche, la Sittine à queue rousse (Microxenops milleri), les espèces du genre Ochetorhynchus, et absorberait l'Annumbi rougequeue (O. phoenicurus) ainsi que la Chilia des rochers (O. melanurus), précédemment placés respectivement dans les genres monotypiques Eremobius et Chilia,,,.

## La Picotelle à gorge blanche et l'Homme

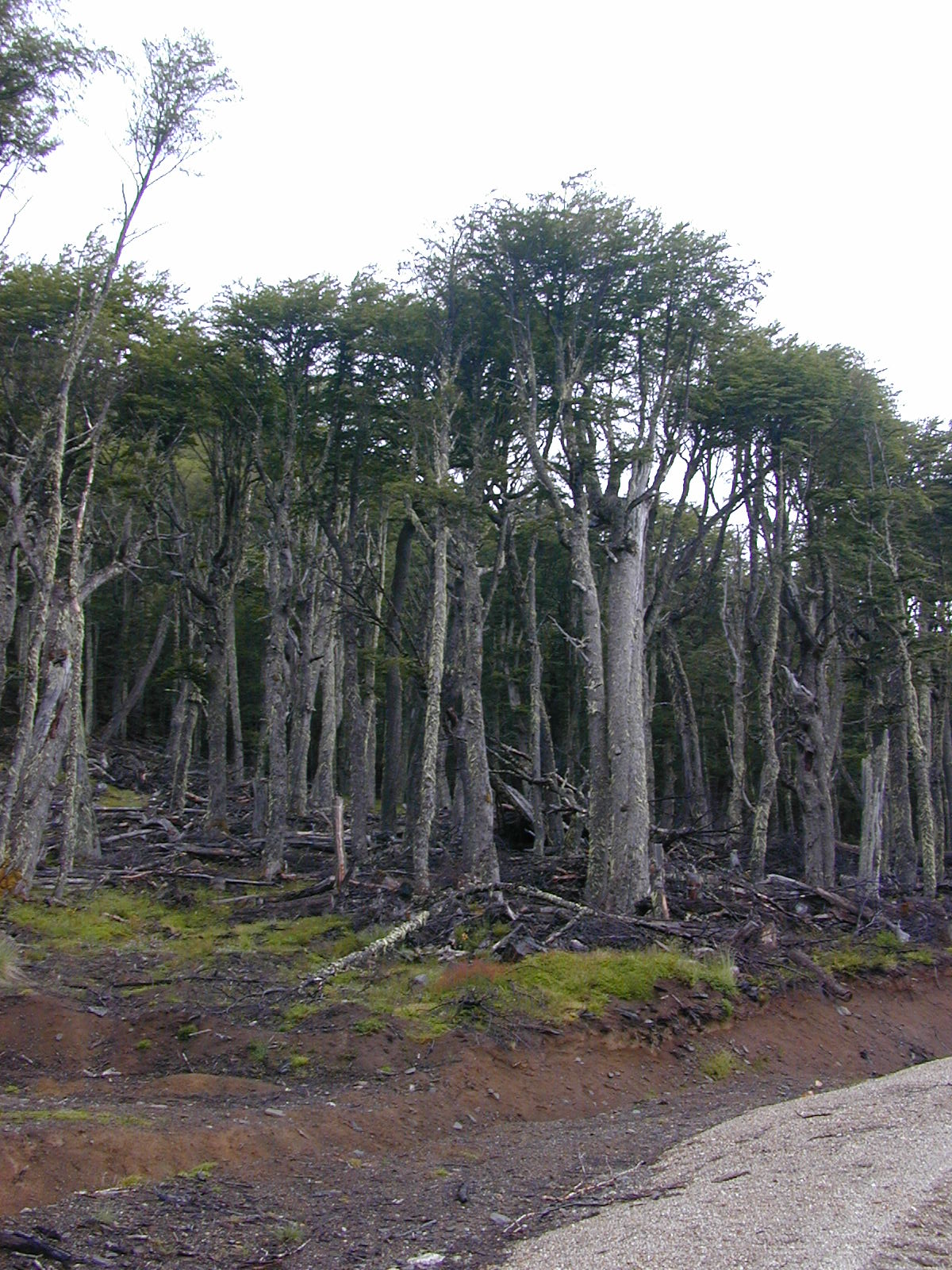
Forêt de Lenga (Nothofagus pumilio) dans la région Aisén (Patagonie chilienne), habitat typique de la Picotelle à gorge blanche.

### Dans la culture
La Picotelle à gorge blanche figure dans certaines histoires traditionnelles yaganes sous le nom de tatajurj, où elle accompagne les femmes et collecte des champignons épiphytes du genre Cyttaria (katran en yagan) sur les troncs des Hêtres de Magellan (Nothofagus betuloides), des Lengas (N. pumilio) et des Ñires (N. antarctica).

### Menaces et protection
L'espèce a besoin pour nicher d'avoir à disposition de vieux arbres sénescents, un habitat spécifique et peu abondant méritant un effort de conservation. Elle est cependant assez commune, et présente dans de nombreuses zones protégées comme le parc national Vicente Pérez Rosales, le Puyehue, Nahuelbuta et La Campana au Chili, ou le parc national Tierra del Fuego en Argentine. L'aire de répartition de la Picotelle à gorge blanche est estimée à 470 000 km2 et ses effectifs sont supposés stables ; ainsi, l'espèce est considérée comme de « préoccupation mineure » par l'Union internationale pour la conservation de la nature.